# Hennessey Venom F5
O Hennessey Venom F5 é um automóvel superdesportivo fabricado pela empresa estadunidense Hennessey Performance Engineering; o veículo é o primeiro idealizado totalmente pela empresa.
O nome do veículo refere-se à classificação de tornados da Escala Fujita sendo a F5 a mais forte com os ventos variando de 420 km/h (261 mph) - 512 km/h (318 mph), uma alusão da velocidade que o veículo deverá atingir.

## Mostra inicial
O veículo foi apresentado no SEMA Show em Las Vegas, Nevada em 1 de novembro de 2017, com grandes expectativas de sua intenção de quebrar o recorde mundial de velocidade de um carro de passeio.

## Especificações
O Venom F5 possuí um motor twin turbo V8 de 7,6 litros. Este motor tem estimativa de produzir 1 600 cv (1 180 kW) e um torque de 1 760 Nm (179 kgf-m). A Pennzoil e a Shell são parceiras da Hennessey para ajudar na quebra do recorde pretendendo atingir os 484 km/h (301 mph). A Hennessey prevê que o veículo atingirá esta marca em menos de 10 segundos.
A transmissão será de 7 velocidades semiautomáticas com embreagem simples, a configuração será de um motor central com tração traseira. Será oferecida também a opção de ter um câmbio de 6 velocidades manuais.
Os chassis e a carroceria serão de fibra de carbono e terão partes aerodinâmicas ativas sendo utilizadas pela primeira vez pela empresa. O peso do veículo estimado será em torno de 1 338 kg (2 950 lb) com fluídos, dando uma relação peso/potência de 1,196 cavalo-vapor por tonelada. Devido ao uso de aerodinâmica ativa e um design novo e elegante, ele possui um coeficiente de arrasto estimado de Cd=0.33.
Os freios serão da Brembo e os pneus fornecidos pela Michelin.

## Produção
O preço do veículo nos Estados Unidos será em torno de US$ 1,6 milhões e GB£ 1,2 milhões na Europa, a produção está planejada para ser de somente 24 unidades. Os compradores do modelo serão escolhidos a dedo, em vez da base "primeiro a chegar, primeiro a servir".